# Joutsitunturi
Joutsitunturi är en kulle i Finland.   Den ligger i den ekonomiska regionen  Östra Lapplands ekonomiska region  och landskapet Lappland, i den norra delen av landet, 800 km norr om huvudstaden Helsingfors. Toppen på Joutsitunturi är 537 meter över havet.
Terrängen runt Joutsitunturi är huvudsakligen platt.  Trakten runt Joutsitunturi är nära nog obefolkad, med mindre än två invånare per kvadratkilometer. Det finns inga samhällen i närheten. 